# 2858 Carlosporter
2858 Carlosporter eller 1975 XB är en asteroid i huvudbältet som upptäcktes den 1 december 1975 av den båda chilenska astronomerna Carlos R. Torres och Sergio Barros på Cerro El Roble. Den har fått sitt namn efter chilenska zoologen Carlos Porter.
Asteroiden har en diameter på ungefär 4 kilometer och den tillhör asteroidgruppen Baptistina.